# Алтун, Гамзе
Гамзе Алтун (тур. Gamze Altun; род. 29 июля 2003, Тарсус, Мерсин) — турецкая спортсменка, тяжёлоатлетка, двукратный призёр чемпионатов Европы (2024, 2025), призёр чемпионата мира среди молодёжи 2023 года.

## Биография
Родилась в городе Тарсусе. 
В Ереване, на чемпионате Европы в 2023 году, турчанка завоевала малую серебряную медаль в толчке в весовой категории до 45 кг.
Гамзе Алтун стала бронзовой призёркой молодежного чемпионата мира по тяжелой атлетике, проходившем в Гвадалахаре в 2023 году. 
В феврале 2024 года на чемпионате Европы в Софии турчанка завоевала серебряную медаль по сумме двух упражнений с результатом 157 кг. В упражнении толчок она была первой (92 кг). 
На чемпионате Европы 2025 года в Кишинёве завоевала бронзовую медаль с итоговым результатом 161 кг. В упражнении "толчок" стала победителем (93 кг).

## Достижения
- Медаль «Прогресс» (28 апреля 2023 года, Азербайджан)[5].

Чемпионат Европы
| Результат | Вес       | Год  | Место соревнований | Рывок | Толчок | Общий вес |
| Серебро   | до 45 кг. | 2024 | София, Болгария    | 65,0  | 92,0   | 157,0     |
| Бронза    | до 45 кг. | 2025 | Кишинёв, Молдова   | 68,0  | 93,0   | 161,0     |